# Tenowo
Tenowo lub Tenovo (maced. Теново) – wieś w północno-zachodniej Macedonii Północnej, w gminie Brwenica.